# بريدجيرتون
بريدجيرتون (بالإنجليزية: Bridgerton) هو مسلسل دراما أمريكي من إنتاج شوندا رايمز.المسلسل مبني على الرواية الأكثر مبيعاً للكاتبة جوليا كوين.المسلسل من بطولة أدجوا أندوا، لورين آشبورن وجوناثان بيلي.عرض المسلسل على نتفليكس في 25 ديسمبر 2020  وتلقى إيشادات إيجابية من الجمهور والنقاد وأصبح أكثر مسلسل مشاهدة على نتفليكس وقتها قبل أن يتخطيه المسلسل الكوري لعبة الحبار. تصدر المسلسل المركة الأول في 76 دولة وفي يناير 2021 أعلنت نتفليكس عن تجديد المسلسل لموسم ثاني سيعرض في 25 مارس 2022.